# Turak kameruński
Turak kameruński (Tauraco bannermani) – gatunek ptaka z rodziny turakowatych (Musophagidae) występującego w Kamerunie, gdzie jest endemitem. Zagrożony wyginięciem. Charakterystyczne dla tego i kilku spokrewnionych z nim gatunków jest występowanie w piórach unikatowych barwników: zielonej turakowerdyny i czerwonej turacyny, niespotykanych u prawie żadnych innych zwierząt.

## Odkrycie, występowanie, zagrożenie
Jest to najpóźniej odkryty gatunek turaka, opisany dopiero w roku 1923 przez George’a Latimera Batesa. Występuje na bardzo ograniczonym obszarze zachodniego Kamerunu, gdzie zasięg jego występowania ma wyraźnie reliktowy charakter i obejmuje wyżynne i górskie partie Zachodniego Płaskowyżu, który jest częścią tzw. Pasma Kameruńskiego. Żyzne gleby, jakie występują w tym rejonie, spowodowały wykarczowanie lasów subtropikalnych pod pola uprawne, co zniszczyło naturalne siedliska turaka kameruńskiego. Obecnie ptak ten występuje tylko w wyższych partiach płaskowyżu: od 1700 do 2950 m n.p.m. (Góry Bamenda-Banso), gdzie ze względu na naturalne bariery ocalał gęsty, wilgotny las subtropikalny. Niemniej obszar występowania tego turaka jest niewielki, a postępująca degradacja jego naturalnego środowiska stawia pod znakiem zapytania przetrwanie gatunku. Zagrożenie powiększa fakt, że naturalne stanowiska leśne turaka są rozdzielane otwartymi przestrzeniami, które ptak ten niechętnie pokonuje. Szacunkowa wielkość populacji wynosi od 2,5 do 10 tys. osobników.

## Opis gatunku

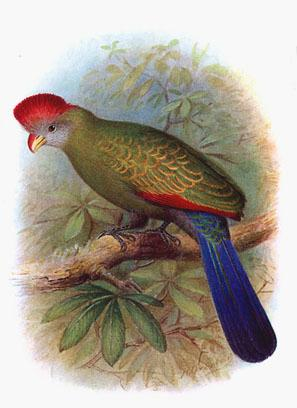
Rysunek z czasopisma „Ibis” (1924)

Upierzeniem przypomina bardzo turaka angolskiego, z którym jest łączony w jeden nadgatunek.
W barwie piór, podobnie jak u większości gatunków z rodzaju Tauraco, przeważają barwy zielona i niebieska, choć u turaka kameruńskiego ta pierwsza zdecydowanie dominuje. Jasnozielona szyja, pierś i grzbiet przechodzą w ciemniejsze, metalicznie zielone pióra pokrywowe na skrzydłach i dopiero na końcu ciała, głównie na ogonie, znajdują się pióra niebieskie. Lotki czerwone, widoczne dobrze dopiero podczas lotu. Głowę zdobi czerwony czub, jednak w odróżnieniu od turaka angolskiego nie wieńczy go biała krawędź. Białe „policzki” wokół oczu są mniejsze niż u pokrewnego gatunku z Angoli. Najbardziej charakterystyczną cechą tego turaka jest jego dwukolorowy dziób: na górze czerwony, w środku i od dołu żółty. Wydaje odgłosy podobne do turaka zielonoczubego (donośne „kou-kou-kou”), jednak o wyższym tonie i z charakterystyczną pauzą między pierwszą a kolejnymi sylabami „pieśni”.
Średnie wymiary
Długość ciała: 40–45 cm (wraz z długim ogonem). Masa ciała: 200–250 g.
Biotop
Preferuje tylko gęste i wilgotne, górskie lasy subtropikalne. Najlepiej czuje się w lasach pierwotnych, nieprzekształconych przez człowieka, jakkolwiek jest w stanie się utrzymać w lasach wykorzystanych gospodarczo tak długo, jak długo znajduje tam stare, wysokie drzewa owocujące, które dostarczają mu pożywienia.
Pożywienie
Podstawą diety są owoce.
Rozmnażanie
Lęgi w naturze są wciąż słabo poznane.